# Symphyotrichum novae-angliae
Symphyotrichum novae-angliae (айстра американська як Aster novae-angliae) — вид рослин з родини айстрових (Asteraceae), поширений у США й Канаді; натуралізований у Європі й Грузії.

## Опис

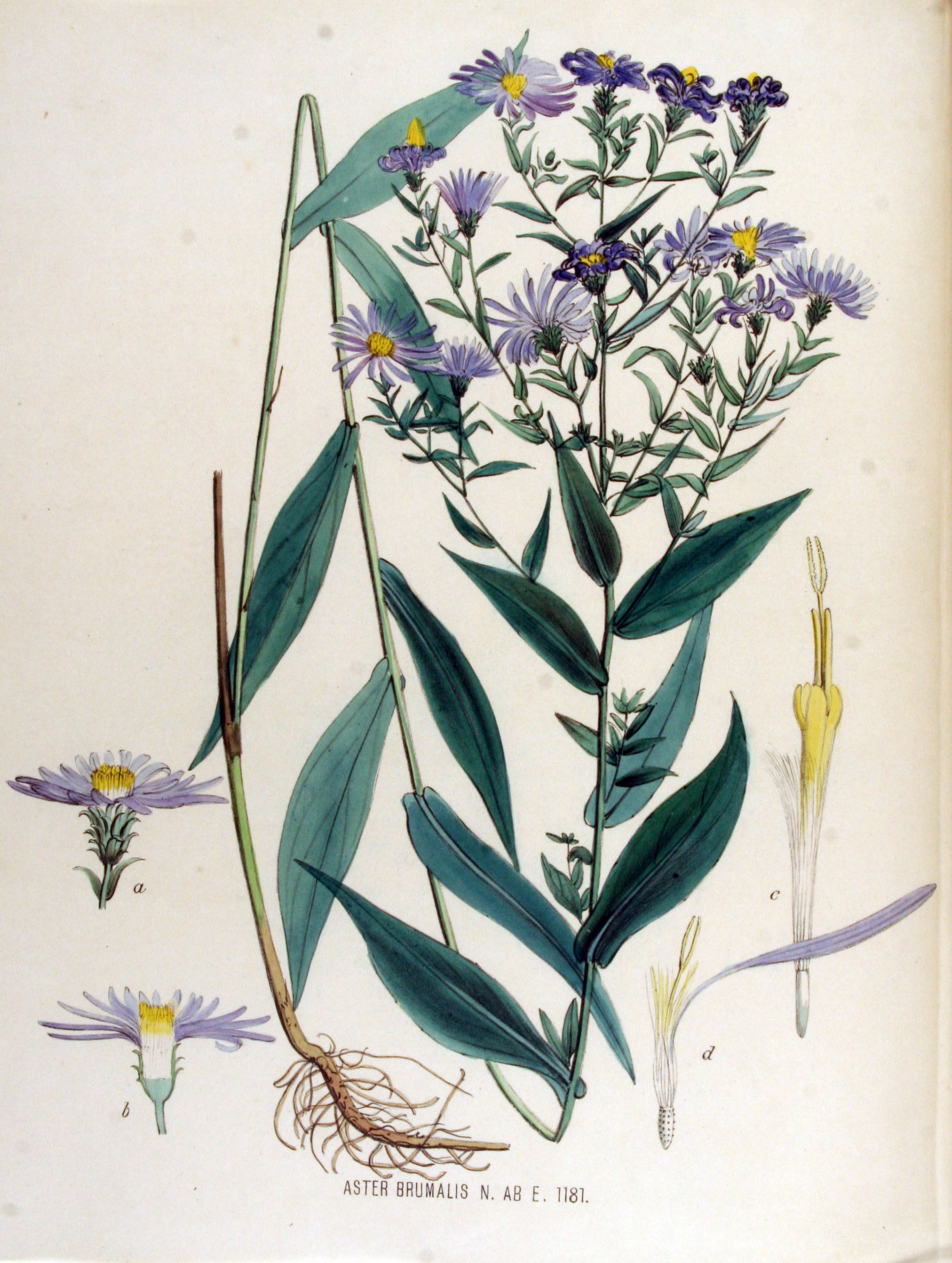
ілюстрація

багаторічна рослина 30–200 см. Стебло по всій довжині рівномірно вкрите віддаленими, у верхній частині залозистими волосками. Кошик у розлогому суцвітті. Листки (від світло- до темно-зеленого кольору) тонкі, часто жорсткі, краї цілі або іноді з неглибокими зубцями, війкові. Язичкових квітів (40)50–75(100); віночки темно-трояндові до глибоко-фіолетові (іноді блідо-рожеві або білі). Дискових квіточок 50–110; віночки світло-жовтого кольору стають фіолетовими. Плід тьмяно-фіолетовий або коричневий, довгастий або конусоподібний, не стиснений, 1.8–2.5(3) × 0.6–1 мм, 7–10-жильний, поверхні густо-шовковисті, рідко залозисті; чубчик коричнево-жовтий (кінчики іноді з рожевим відтінком), 4.5–6 мм. 2n = 10.

## Поширення
Поширений у США, Канаді; натуралізований у Європі й Грузії.
В Україні вид зростає в садах, парках, на квітниках; іноді дичавіє — на всій території.

## Використання
Декоративна рослина.